# Романс про закоханих (фільм)
«Романс про закоханих» (рос. «Романс о влюблённых») — російський радянський художній фільм-мюзикл 1974 року режисера Андрія Кончаловського.
1974 року — Міжнародний кінофестиваль у Карлових Варах: Кришталевий глобус (Андрій Кончаловський)

## Сюжет
Таня і Сергій були закохані. Його призвали до армії. Під час операції його бронетранспортер відносить у море. Дівчина страждає, але у неї є друг дитинства. Друг її кохає, і вона одружується з ним. Згодом відкривається, що віднесені у море вижили…
Художні особливості: персонажі більшу частину дії розмовляють білими віршами і співом.

## У ролях
- Євген Кіндінов — Сергій Нікітін (вокал — Олександр Градський)
- Олена Корєнєва — Таня (вокал — Зоя Харабадзе)
- Ія Саввіна — мати Тетяни
- Ірина Купченко — Люда (вокал — Валентина Толкунова)
- Інокентій Смоктуновський — «Трубач» (соло на трубі — Володимир Чижик)
- Олександр Збруєв — Ігор Волгін
- Володимир Конкін — молодший брат Сергія
- Микола Гринько — віце-адмірал
- Роман Громадський — прапорщик Соловйов Іван Петрович («Альбатрос»)
- Єлизавета Солодова — мати Сергія
- Іван Рижов — Василь Васильович
- Олександр Самойлов — середній брат Сергія
- Микола Глазков
- Олексій Задачин
- Валентина Ананьїна — родичка

## Творча група
- Сценарій: Євген Григор'єв
- Режисер: Андрій Кончаловський
- Оператор: Леван Пааташвілі
- Композитори: Дмитро Атовмян, Олександр Градський